# Políticas sobre el calentamiento global

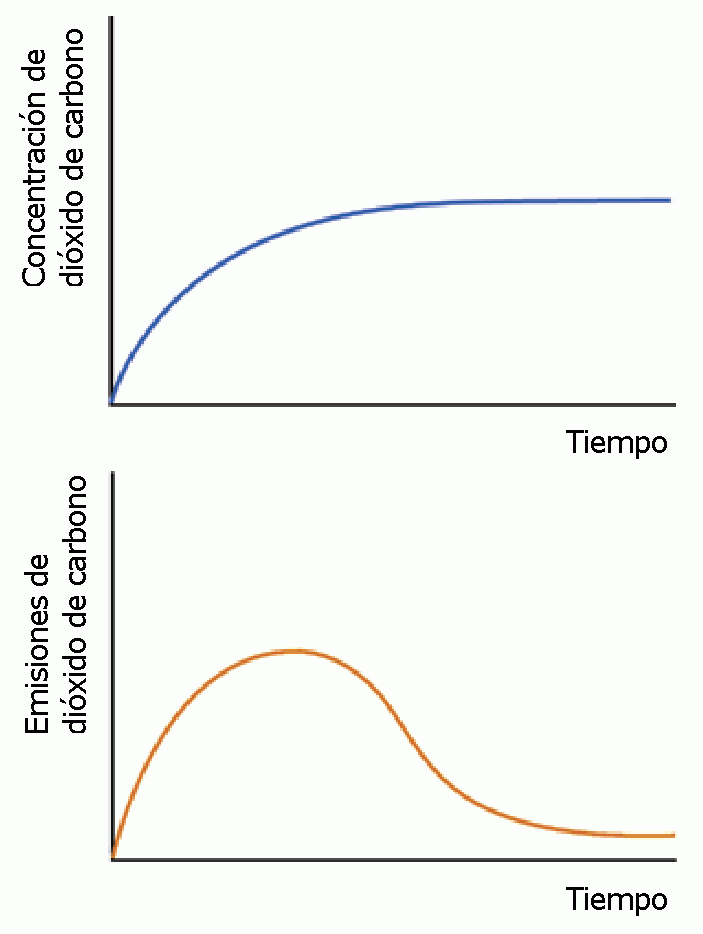
El artículo 2 de la Convención Marco de las Naciones Unidas se refiere explícitamente a la «estabilización de las concentraciones de gases de efecto invernadero». Para estabilizar la concentración atmosférica de CO_{2}, las emisiones mundiales tendrían que reducirse radicalmente a partir de su nivel actual.

Las políticas sobre el calentamiento global son complejas debido a numerosos factores que surgen de la interdependencia de la economía mundial, de los fuertes intereses detrás de las causas del calentamiento global, y otros factores. Esto hace que el calentamiento global sea un desafío medioambiental con varios aspectos no tradicionales.
La mayoría de los países del mundo son miembros de la Convención Marco de las Naciones Unidas sobre el Cambio Climático (CMNUCC). El objetivo último de la Convención es prevenir una interferencia humana peligrosa en el sistema climático. Como se declara en la Convención, esto requiere que las concentraciones de gases de efecto invernadero (GEI) se estabilicen en la atmósfera a un nivel en el que los ecosistemas puedan adaptarse naturalmente al cambio climático, la producción de alimentos no se vea amenazada y el desarrollo económico pueda proseguir de una manera sostenible. La Convención Marco se acordó en 1992, pero desde entonces las emisiones globales han aumentado.
Durante las negociaciones, el Grupo de los 77 (un grupo de cabildeo en las Naciones Unidas que representa actualmente a 134 naciones en desarrollo): 4  presionó por un mandato que exigiera a los países desarrollados «[tomar] la iniciativa» en la reducción de sus emisiones. Esto se justificó sobre la base de que: las emisiones del mundo desarrollado han contribuido más a la acumulación de GEI en la atmósfera, las emisiones per cápita aún eran relativamente bajas en los países en desarrollo y las emisiones de los países en desarrollo crecerían para satisfacer sus necesidades de desarrollo.: 290 
Este mandato se sustentó en el Protocolo de Kioto de la Convención Marco,: 290  que entró en vigor en 2005. Al ratificar el Protocolo de Kioto, los países más desarrollados aceptaron compromisos jurídicamente vinculantes de limitar sus emisiones. Estos compromisos de primera ronda vencieron en 2012. El presidente estadounidense George W. Bush rechazó el tratado basándose en que «exime al 80 % del mundo, incluido los principales centros de población, como China y la India, de cumplimiento y causaría un grave daño a la economía de Estados Unidos».: 5 
En la XV Conferencia sobre el Cambio Climático de la ONU, celebrada en 2009 en Copenhague, varios miembros de la CMNUCC realizaron el Acuerdo de Copenhague. Los miembros asociados con el Acuerdo (140 países, en noviembre de 2010): 9  aspiran limitar el aumento futuro de la temperatura media global por debajo de 2 °C. La XVI Conferencia (COP 16) se celebró en Cancún en 2010. Produjo un acuerdo, no un tratado vinculante, donde las partes deben adoptar medidas urgentes para reducir las emisiones de GEI para cumplir el objetivo de limitar el calentamiento global a 2 °C sobre las temperaturas preindustriales. También reconoció la necesidad de considerar el fortalecimiento de la meta a un aumento del promedio global de 1.5 °C.

## Aspectos no tradicionales del calentamiento global
Retos ambientales tradicionales implican generalmente el comportamiento de un pequeño grupo de industrias que crean productos o servicios para un conjunto limitado de consumidores de manera que hace de alguna forma un claro daño al medio ambiente. A modo de ejemplo, una mina de oro podría lanzar un subproducto químico peligroso en un curso de agua que mata a los peces en el canal: un claro daño ambiental. Por el contrario, el dióxido de carbono es un gas incoloro e inodoro de origen natural que es esencial para la biosfera. El dióxido de carbono es producido por todos los animales y utilizada por las plantas y las algas para construir sus estructuras corporales. Las estructuras de las plantas enterradas por decenas de millones de años secuestraron carbono para formar el carbón, el petróleo y el gas que las sociedades industriales modernas encuentran esencial para la vitalidad económica. Más del 80 % de la energía del mundo se deriva del dióxido de carbono que emiten los combustibles fósiles y más del 91 % de la energía del mundo se deriva de fuentes energéticas libres de carbono. Los científicos atribuyen el incremento de dióxido de carbono en la atmósfera a las emisiones industriales y han vinculado el dióxido de carbono al calentamiento global. Sin embargo, el consenso científico es difícil de ver y comprender fácilmente para el individuo promedio. Esta naturaleza esencial de las economías del mundo, combinada con la complejidad de la ciencia y los intereses de las innumerables partes interesadas hacen del cambio climático un desafío medioambiental no tradicional.
En resumen, los principales aspectos no tradicionales del desafío medioambiental son:
- Dióxido de carbono y economía nacional y global - La gran mayoría de la economía mundial se basa en fuentes de energía o en técnicas de fabricación que liberan gases de efecto invernadero en casi todas las etapas de la producción, transporte, almacenamiento, entrega y disposición mientras que el consenso de los científicos del mundo atribuyen el calentamiento global a la liberación de dióxido de carbono y otros gases de efecto invernadero. Este vínculo íntimo entre el calentamiento global y la vitalidad económica implica a casi todos los aspectos de la economía de un Estado-Nación.[16]
- Percibida falta de tecnologías energéticas avanzadas adecuadas - La abundancia de combustibles fósiles y los bajos precios continúan poniendo presión sobre el desarrollo de tecnologías energéticas avanzadas adecuadas que realmente puedan reemplazar el papel de los combustibles fósiles - a partir de 2010, más del 91 % de la energía del mundo se deriva de combustibles fósiles y no de tecnologías neutrales sin carbono.[17] Los países en desarrollo no tienen acceso rentable a las tecnologías energéticas avanzadas que necesitan para el desarrollo (tecnologías más avanzadas ha sido desarrollado por los países desarrollados y por lo tanto solo existen allá) sin una adecuada y rentable fuentes de energía después de los hidrocarburos, es poco probable que los países del mundo desarrollado o en desarrollo aceptaran políticas que afecten significativamente a su vitalidad económica o las perspectivas de desarrollo económico.
- Industrialización de los países en desarrollo - Mientras las naciones en desarrollo se industrializan, sus necesidades energéticas aumentan y ya que las fuentes de energía convencionales producen dióxido de carbono, las emisiones de dióxido de carbono de los países en desarrollo están empezando a subir en un momento en que la comunidad científica, instituciones de gobernanza global y grupos de defensa están diciendo que las emisiones de dióxido de carbono en el mundo deben estar disminuyendo. Sin acceso para costearse fuentes de energía eficaces y abundantes muchos países en desarrollo ven el cambio climático como un obstáculo para su desarrollo económico sin restricciones.
- Selección métrica y responsabilidad percibida/capacidad de responder - Entre los países del mundo, existen desacuerdos sobre qué métricas de emisiones de gases de efecto invernadero deben utilizarse como las emisiones totales, las emisiones por año, sólo las emisiones de CO2, las emisiones de deforestación, las emisiones del ganado o incluso el total de emisiones históricas. Históricamente, la liberación de dióxido de carbono no ha sido histórica, incluso entre todos los estados nacionales y los estados-nación tienen dificultades con la determinación de quién debe restringir las emisiones y en qué punto de su desarrollo industrial deben estar sometidos a dichos compromisos.
- Países en desarrollo vulnerables y emisiones heredadas de los países desarrollados - Algunas naciones en desarrollo culpan al mundo desarrollado por haber creado la crisis del calentamiento global, ya que fue por los países desarrollados que emiteron la mayor parte del dióxido de carbono a lo largo del siglo XX, y los países vulnerables perciben que deben ser los países desarrollados los que deben pagar para hacer frente al desafío.
- Modelos globales de gobernanza basados en el consenso - Las instituciones mundiales de gobierno que evolucionaron durante el siglo XX están en consenso impulsados por foros deliberativos donde el acuerdo es difícil de lograr e incluso cuando se logra un acuerdo, es casi imposible de ejecutar.
- Organismos de presión por intereses especiales financiados y bien organizados - La presión de grupos bien organizados por un interés especial distorsiona y amplía los aspectos del desafío (presión ambiental, presión a la industria de la energía, presión por otros intereses especiales).
- Politización de la ciencia del clima - Aunque hay un consenso sobre la ciencia del calentamiento global y sus posibles efectos - algunos grupos con intereses especiales trabajan para suprimir el consenso, mientras que otros trabajan para ampliar la alarma del calentamiento global. Todas las partes que participan en tales actos se suman a la politización de la ciencia del calentamiento global. El resultado es una opacidad de la realidad del problema del calentamiento global.

Las áreas de enfoque para la política del calentamiento global son de adaptación, mitigación, finanzas, tecnología y pérdidas que están bien cuantificadas y estudiadas pero la urgencia del desafío del calentamiento global combinada con la implicación de que casi todas las facetas de los intereses económicos de un Estado-nación, coloca cargas para las instituciones globales, en gran parte voluntarias establecidas que se han desarrollado en el último siglo; instituciones que no han sido capaces de reformar efectivamente a sí mismos y moverse lo suficientemente rápido como para hacer frente a este desafío único. Los países de rápido desarrollo, que ven las fuentes de energía tradicionales como un medio para impulsar su desarrollo, grupos de presión ambiental agresivos bien financiados y un paradigma de energía de combustibles fósiles establecido que cuenta con una infraestructura de presión política madura y sofisticada que al combinarse hacen extremadamente polarizada la política del calentamiento global. La desconfianza entre los países desarrollados y en desarrollo en la mayoría de las conferencias internacionales que tratan de abordar el tema de añadir a los desafíos. Además de añadir complejidad es el advenimiento de la Internet y el desarrollo de tecnologías de comunicación como blogs y otros mecanismos de difusión de la información que permiten el crecimiento exponencial de la producción y la difusión de puntos de vista en competencia que hacen que sea casi imposible el desarrollo y la difusión de una visión objetiva hacia la enormidad de la materia temática y su política.

### Dióxido de carbono y economía nacional y global
La gran mayoría de los países desarrollados se basan en fuentes de energía que emiten dióxido de carbono, para grandes componentes de su actividad económica. La energía de combustibles fósiles en general domina las siguientes áreas de la economía de la OCDE:
- Agricultura (fertilizantes, irrigación, el arado, la siembra, la cosecha, pesticidas)
- Transporte y distribución (automóviles, transporte, trenes, aviones)
- Almacenamiento (refrigeración, almacenamiento)
- Defensa nacional (ejércitos, tanques, aviones militares, fabricación de municiones)

Además, el dióxido de carbono que emiten los combustibles fósiles muchas veces domina el aspecto útil de una economía, que proporciona electricidad para:
- Iluminación
- Calefacción
- Refrigeración
- Producción industrial
- Informática y telecomunicaciones

Además, la deforestación, la producción de cemento y de ladrillos, la ganadería, la refrigeración y otras actividades industriales contribuyen emitiendo gases de efecto invernadero que en conjunto, se cree que representan un tercio del calentamiento global.
Debido a que el dióxido de carbono que emiten los combustibles fósiles está intrínsecamente conectado con la economía de un estado-nación desarrollado, la fiscalidad de los combustibles o políticas que disminuyan la disponibilidad de combustibles fósiles rentables es una cuestión política importante por temor de que tales impuestos puedan precipitar una disminución de la vitalidad económica. La sustitución de los combustibles fósiles y rentables con fuentes más costosas de energía renovables son vistos por muchos como un impuesto oculto que permite lograr el mismo resultado de la vitalidad económica deprimente y conducir al empobrecimiento. Más allá de la vitalidad económica de una sola nación, algunos están preocupados de que la tributación pueda disminuir la actividad económica de manera que pudiera afectar el orden geopolítico, proporcionando incentivos para que un conjunto de países vaya sobre otro.
En los países en desarrollo los retos son ligeramente diferentes. Los países en desarrollo ven el dióxido de carbono que emiten los combustibles fósiles como fuente de energía con un costo eficaz y comprobado, para alimentar sus economías en crecimiento. A veces las tecnologías de energías renovables no están fácilmente disponibles para los países en desarrollo debido al costo o debido a restricciones de exportación de los países desarrollados que son dueños de esas tecnologías.

### Percepción de falta de tecnologías energéticas avanzadas adecuadas
El dióxido de carbono que emiten los combustibles fósiles sigue siendo abundante y sus precios son en consecuencia bajos, contabilizando en 2010 más del 80 % de las necesidades energéticas del mundo. Las tecnologías avanzadas de recuperación, como la perforación horizontal, la producción de petróleo en el mar, y las tecnologías de recuperación de petróleo en la arena continúan empujando de nuevo el umbral del cenit del petróleo y con ello los altos precios considerados necesarios para fomentar el desarrollo de tecnologías energéticas alternativas viables que puedan sustituir a los combustibles fósiles en una post-economía del hidrocarburo. Las energías renovables en 2010 representaron el 16.7 % de la energía del mundo, sin embargo la energía de biomasa representó el 11.4 %, lo que significa que las distintas energías renovables que producen dióxido de carbono representaron sólo el 4.9 % del consumo de energía del mundo, con la gran mayoría de la energía renovable procedente de la producción hidroeléctrica con 3.34 % más dejando un 1.56 % de la energía renovable derivada de las tecnologías avanzadas más recientes, como el etanol, el biodiésel, energía eólica, energía solar, energía oceánica y geotérmica.
La biomasa es una propuesta de carbono neutral presentada a principios de 1990 que ha sido sustituida por la ciencia más reciente que reconoce los bosques maduros e intactos, secuestrando carbono con más eficacia que las áreas de más corte. Cuando el carbono de un árbol se libera a la atmósfera en un solo pulso, contribuye al cambio climático mucho más que la lenta descomposición de la madera de bosques durante décadas. Los estudios actuales indican que «incluso después de 50 años, el bosque no se ha recuperado de su almacenamiento inicial de carbono» y «la estrategia óptima es probable que sea la protección de los bosques en pie».
Después del ajuste, las energías renovables neutrales de carbono representan el 4.9 % de las necesidades energéticas del mundo en 2010 con la contabilidad solar en 0.23 % y el viento en 0.51 % de la necesidad mundial de energía total. Las proyecciones optimistas recientes de la EIA y la AIE muestran que las energías renovables representarán una sexta parte de la producción mundial de energía en las próximas décadas (incluyendo la energía de la biomasa), sustancialmente por debajo de lo que se necesita para reducir significativamente las emisiones de dióxido de carbono.
Sin la ayuda de los países en desarrollo por lo general no tienen acceso a las tecnologías avanzadas de energía como la eólica y solar que necesitan para el desarrollo, obligándolos a recurrir a fuentes de energía de hidrocarburos como combustibles fósiles y la biomasa. Sin fuentes de energía adecuadas y rentables después de los hidrocarburos, es muy poco probable que los países en el mundo desarrollado o en desarrollo acepten políticas que puedan afectar materialmente su vitalidad económica o las perspectivas de desarrollo económico. Hasta la fecha, los países en desarrollo se han resistido a adoptar metas verificables de dióxido de carbono por miedo a los impactos en sus economías y los Estados Unidos, Rusia, Canadá, Japón, Nueva Zelanda, Bielorrusia y Ucrania o bien no han ratificado el Protocolo de Kioto, se han retirado del Protocolo de Kioto o han optado por no aceptar un segundo periodo de compromiso dejando de lado la ampliación del Protocolo de Kioto que cubre sólo el 15 % de las emisiones globales de dióxido de carbono. Un fuerte contribuyente a estas decisiones es que las tecnologías existentes aún no son suficientes para reemplazar el papel de los combustibles de hidrocarburos fósiles.
Los argumentos han hecho que el fomento de las energías renovables a través de subsidios y otros mecanismos de adopción sea el camino hacia el aumento del porcentaje de las tecnologías renovables sin emisiones de carbono que se utilizan. Según la AIE (2011) los subsidios de energía bajan artificialmente los precios de la energía que pagan los consumidores, aumentan el precio recibido por los productores o reducen el costo de producción. «Los subsidios para los costos de combustibles fósiles generalmente son mayores que los beneficios. Los subsidios a las energías renovables y tecnologías energéticas bajas en carbono pueden aportar beneficios económicos y ambientales a largo plazo». En noviembre de 2011, un informe de la AIE titulado Implementación de Energías Renovables en 2011 dijo que «los subsidios en tecnologías de energía verde que aún no eran competitivos se justifican con el fin de dar un incentivo a la inversión en tecnologías con beneficios medioambientales claros y seguridad de energía». El informe de la AIE no estuvo de acuerdo con las afirmaciones de que las tecnologías de energías renovables sólo son viables a través de subsidios costosos y no viable para producir energía de forma fiable para satisfacer la demanda. «Una cartera de tecnologías de energía renovable se está convirtiendo en un costo competitivo en una cada vez más amplia gama de circunstancias, y en algunos casos, proporcionando oportunidades de inversión sin la necesidad de un apoyo económico específico», dijo la AIE, y ha añadido que «la reducción de costes en tecnologías críticas, tales como la eólica y la solar, se va a continuar».
Por el contrario, los subsidios al consumo de combustibles fósiles fueron de 409 mil millones de dólares en 2010, los productos de petróleo la mitad de ella. Los subsidios renovables de energía fueron sesenta y seis mil millones de dólares en 2010 y alcanzarán según la AIE 250 mil millones de dólares en 2035. La energía renovable está subsidiada con el fin de competir en el mercado, aumentar su volumen y desarrollar la tecnología para que los subsidios se vuelvan innecesarios con el desarrollo. La eliminación de los subsidios a los combustibles fósiles podría traer beneficios económicos y ambientales. La eliminación gradual de los subsidios a los combustibles fósiles para 2020 reduciría un 5 % la demanda de energía primaria. Desde el inicio de 2010, al menos 15 países han tomado medidas para eliminar gradualmente los subsidios a los combustibles fósiles. Según la AIE la energía eólica terrestre podría llegar a ser competitiva alrededor de 2020 en la Unión Europea.

### Industrialización de los países en desarrollo
El mundo en desarrollo considera el desarrollo económico e industrial como un derecho natural y la evidencia muestra que el mundo en desarrollo se está industrializando. El mundo en desarrollo está aprovechando el uso de dióxido de carbono que emiten los combustibles fósiles como una de las fuentes primarias de energía para alimentar su desarrollo. Al mismo tiempo, el consenso científico sobre el cambio climático y los órganos de gobierno globales existentes, como la Organización de las Naciones Unidas insta a todos los países para que reduzcan sus emisiones de dióxido de carbono. Los países en desarrollo se resisten lógicamente a esta presión para disminuir el uso de combustibles fósiles y sin concesiones significativas como:
- Tecnologías energéticas avanzadas
- Tecnologías de adaptación avanzadas
- Dinero para adaptarse al cambio climático

### Selección métrica y responsabilidad percibida/capacidad de respuesta
Hay desacuerdos significativos sobre los que utilizan métricas para hacer el seguimiento del calentamiento global y también hay desacuerdos sobre qué países deberían ser objeto de restricciones a las emisiones.
Mientras que la biosfera es indiferente a los gases de efecto invernadero que son producidos por un país o por una multitud, los países del mundo no manifiestan interés en tales asuntos. A medida que surgen los desacuerdos sobre si las emisiones se deben utilizar o si el total de emisiones deben ser usados como una métrica para cada país. Los países también están en desacuerdo sobre si un país en desarrollo debe compartir el mismo compromiso como si fuese un país desarrollado que ha ido emitiendo dióxido de carbono y otros gases de efecto invernadero por cerca de un siglo.
Algunos países en desarrollo declaran expresamente que necesitan asistencia para que puedan desarrollarse, ya que lo ven como un derecho, de manera que no contribuyan dióxido de carbono ni otros gases de efecto invernadero a la atmósfera. Muchas veces, estas necesidades se materializan como profundas diferencias en las conferencias mundiales de los países sobre el tema y los debates rápidamente se convierten en asuntos pecuniarios.
La mayoría de los países en desarrollo no están dispuestos a aceptar límites en sus emisiones de dióxido de carbono y otros gases de efecto invernadero, mientras que la mayoría de los países desarrollados ponen límites muy modestos sobre su disposición a ayudar a los países en desarrollo. Además, los países más desarrollados prefieren no participar en los tratados de reducción de gases de efecto invernadero si eso conllevara a la disminución de la actividad económica, las transferencias de riqueza de los países en desarrollo, o cambios significativos en el equilibrio geopolítico de poder del mundo.

### Países en desarrollo vulnerables y emisiones heredadas de los países desarrollados
Algunos países en desarrollo entran en la categoría de vulnerables al cambio climático. Estos países incluyen pequeñas, a veces aisladas, naciones insulares, naciones de baja altitud, naciones que confían en el agua potable de la reducción de los glaciares, etc. Estos países vulnerables se ven afectados desproporcionalmente por el cambio climático y algunos se han organizado bajo grupos como el Climate Vulnerable Forum. Debido a que en su mayoría carecen de recursos para responder a los desastres que los científicos han predicho sucederán con mayor severidad y frecuencia, como consecuencia del calentamiento global, estos países demandan que los países ricos absorban el costo de los desastres que sean agravados por este fenómeno.
Entre los países en desarrollo que se predice se verán afectados se encuentran:
- Bangladés: Se estima que para 2050, el creciente nivel del mar inundará el 17 % del suelo, desplazando a 18 millones de personas, aproximadamente.[24]
- Islas Marshall: Los efectos del cambio climático ya están presentes: los atolones al norte del país están sufriendo sequías con mayor frecuencia y la mayor parte del archipiélago está en riesgo de inundaciones. Se estima que, debido a que el 90 % de la población de estas islas vive en la costa, el crecimiento del nivel del mar tendrá efectos disruptivos en todos los sectores económicos y sociales.[25]

### Modelos globales de gobernanza basados en el consenso

#### Áreas donde se enfoca la política del calentamiento global
La política del gobierno en relación con el cambio climático y muchos informes oficiales sobre el tema por lo general giran en torno a hacer frente a una de las siguientes áreas temáticas:
- Adaptación: En lo social y otros cambios que deben llevarse a cabo para adaptarse con éxito al cambio climático. La adaptación podría abarcar los cambios, pero no se limita a, cambios en la agricultura y la planificación urbana.
- Finanzas: Cómo los países van a financiar la adaptación y mitigación del cambio climático, ya sea de fuentes públicas o privadas o de transferencias de riqueza/tecnología de países desarrollados a los países en desarrollo y los mecanismos de gestión de esos fondos.
- Mitigación: Pasos y acciones que los países del mundo pueden tomar para mitigar los efectos del cambio climático.
- Tecnología: Las tecnologías que necesitan menores emisiones de carbono mediante el aumento de la eficiencia energética o el reemplazo del dióxido de carbono que emiten las tecnologías y tecnologías necesarias para adaptar o mitigar el cambio climático. También abarca formas en las que los países desarrollados pueden apoyar a los países en desarrollo en la adopción de nuevas tecnologías o el aumento de la eficiencia.
- Pérdidas y daños: Primero articulan en la conferencia de 2012 y, en parte, en base al acuerdo que fue firmado en la Conferencia sobre Cambio Climático de las Naciones Unidas de 2010 en Cancún. Se introduce el principio de que los países vulnerables a los efectos del cambio climático pueden ser compensados económicamente en el futuro por los países que no frenen sus emisiones de carbono.

#### Instituciones políticas globales basadas en el consenso
El mecanismo principal para que el mundo enfrente el calentamiento global es a través de un proceso establecido en un tratado por la Convención Marco de las Naciones Unidas sobre el Cambio Climático (CMNUCC). El estado actual de la política del calentamiento global es que existe frustración por una supuesta falta de avances en el proceso general de que establecer que ha progresado la CMNUCC en más de dieciocho años, pero que ha sido incapaz de frenar las emisiones mundiales de gases de efecto invernadero. Todd Stern (el enviado estadounidense para el cambio climático) ha expresado los desafíos con el proceso de la CMNUCC de la siguiente manera: «El cambio climático no es un problema ambiental convencional... Implica prácticamente todos los aspectos de la economía de un Estado, lo que hace que los países estén nerviosos sobre su crecimiento y desarrollo. Cada parte es una cuestión económica, ya que es ambiental». Luego pasó a explicar que, la Convención Marco de las Naciones Unidas sobre el Cambio Climático es un organismo multilateral que trata con el cambio climático y puede ser un sistema ineficiente para la promulgación de la política internacional. Debido a que el sistema de marco incluye más de 190 países y porque las negociaciones se rigen por consenso, pequeños grupos de países a menudo puede bloquear el progreso.
La conferencia de dieciocho de las partes de la Conferencia de las Naciones Unidas sobre el Cambio Climático celebrada en Doha, Catar, dio menor importancia a resultados modestos. A las negociaciones de Doha sobre el cambio climático en 2012, las partes en el Protocolo de Kioto sobre el cambio climático del protocolo hasta 2020. Los participantes en la extensión del Protocolo de Kioto han asumido los objetivos para el periodo 2013-2020, e incluyen Australia, la Unión Europea, y un número de otros países desarrollados. Canadá, quien se retiró del Protocolo de Kioto en 2011, y Estados Unidos, que nunca ratificó el Protocolo de Kioto, se han unido con Nueva Zelanda, Japón, Rusia, Bielorrusia y Ucrania que han declarado que no firmarían hasta un segundo período de compromiso del Protocolo de Kioto o harán una ampliación del mismo, debido a la falta de compromisos de los países en desarrollo que hoy incluyen a los emisores de dióxido de carbono más grandes del mundo. Japón y Nueva Zelanda también agregaron que las emisiones de CO2 de su país son menores en comparación con las emisiones de China, Estados Unidos y la Unión Europea. Estas deserciones ponen presiones significativas sobre el proceso de la CMNUCC, que hasta la fecha no ha sido capaz de reducir las emisiones de dióxido de carbono, cuya última prórroga del Protocolo de Kioto sólo representa el 15 % de las emisiones de gases de efecto invernadero, y cuyo proceso es visto por algunos como lento, engorroso, caro y un uso ineficiente del dinero de los contribuyentes: en el Reino Unido solamente el departamento de cambio climático ha tenido más de 3.000 vuelos en el transcurso de dos años, a un costo para el contribuyente de más de ₤1.500.000 libras esterlinas. El resultado de las conversaciones de Doha ha recibido una respuesta mixta, con los pequeños estados insulares críticos del paquete global. Otros resultados de la conferencia incluyen un calendario para un acuerdo global para ser adoptado en 2015, que incluye a todos los países.
Como resultado, algunos han argumentado que tal vez el modelo de consenso impulsado podría ser reemplazado con un modelo de voto mayoritario. Sin embargo, ese modelo es probable que conduzca a un desacuerdo en el nivel de ratificación de un país por los países que estaban en desacuerdo con los tratados globales que podrían haber pasado por una mayoría de votos en dichas instituciones reestructuradas.

#### Reducciones voluntarias de emisiones
El proceso lento percibido de los esfuerzos para que los países acuerden un acuerdo integral vinculante a nivel mundial ha llevado a algunos países a buscar pasos independientes/voluntarios y centrarse en actividades de alto valor alternativo de manera voluntaria como la creación de la Coalición de Clima y Aire Limpio para reducir la corta vida de los Contaminantes del Clima por parte de Estados Unidos, Canadá, México, Bangladés y Suecia, que tiene por objeto regular los contaminantes de vida corta, como el metano, el carbón y los hidrofluorocarbonos negros (HFC) que en conjunto se cree que representan hasta un tercio del calentamiento de la corriente mundial pero cuya regulación no está llena de impactos económicos anchos ni oposición. La Coalición de Clima y Aire Limpio para reducir la corta vida de los Contaminantes del Clima (CCAC) fue lanzada el 16 de febrero de 2012, para regular los contaminantes climáticos de vida corta (SLCPs) que en conjunto contribuyen a un tercio del calentamiento global. La creación de la coalición es vista como un paso necesario y pragmático dada la lentitud de los acuerdos mundiales sobre el cambio climático en el marco de la CMNUCC.
Como parte de la XVI Conferencia sobre Cambio Climático realizada en 2010, 76 países desarrollados y en desarrollo han hecho promesas voluntarias para controlar sus emisiones de gases de efecto invernadero. Estas medidas voluntarias son vistas por algunos como un nuevo modelo en el que los países se comprometen a adoptar voluntariamente medidas contra el calentamiento global fuera de los tratados y obligaciones internacionales a otros partidos. Este mecanismo voluntario, aunque prometedor, no aborda muchos de los problemas observados por el mundo en desarrollo en sus esfuerzos para mitigar el calentamiento global, para adaptarse al calentamiento global, y para hacer frente cada vez más a las pérdidas y daños que se atribuyen directamente al calentamiento global que culpan a las emisiones históricas del mundo desarrollado.

### Organismos de presión por intereses especiales financiados y bien organizados
Existen numerosos grupos de intereses especiales, organizaciones, corporaciones que tienen cargos públicos y privados sobre el tema multifacético del calentamiento global. La siguiente es una lista parcial de los tipos de partes con intereses especiales que han demostrado un interés en la política del calentamiento global:
- Instituciones financieras: Generalmente apoyan las políticas restrictivas respecto al calentamiento global, en particular la aplicación de esquemas de comercio de carbono y la creación de mecanismos de mercado que se asocian con un precio del carbono. Estos nuevos mercados requerirían infraestructuras de negociación que las instituciones bancarias están bien posicionadas para ofrecer. Las instituciones financieras también se posicionan bien en invertir, el comercio y el desarrollo de diversos instrumentos financieros que podrían beneficiarse a través de las posiciones especulativas en los precios del carbono y el uso de corretaje y otras funciones financieras como los seguros y los instrumentos derivados.[35]
- Grupos ecologistas: Grupos ambientalistas generalmente toman posiciones ideológicas sobre el calentamiento global y están a favor de restricciones estrictas sobre las emisiones de dióxido de carbono. Los grupos ecologistas, como activistas, se dedican a la sensibilización y captación de inversiones en el movimiento de defensa para aumentar aún más la conciencia.[36]
- Compañías de combustibles fósiles: Podrían beneficiarse o perder con las estrictas regulaciones del calentamiento global. Una reducción en el uso de combustibles fósiles podría impactar negativamente en las empresas de combustibles fósiles.[37][38] Sin embargo, el hecho de que las compañías de combustibles fósiles son una gran fuente de energía, son también la principal fuente de dióxido de carbono, y se dedican a la comercialización de energía, lo que podría significar que su participación en los planes de comercio y otros mecanismos podría darles una ventaja única darles una ventaja única y hace que sea clara si todas las compañías de combustibles fósiles tradicionales estuvieran siempre en contra de las políticas del calentamiento global más estrictas. A modo de ejemplo, Enron, una empresa de gasoducto tradicional con una gran mesa de negociación presionó fuertemente al gobierno para la que EPA regulara el CO2: pensaban que iban a dominar la industria de la energía si podían estar en el centro del comercio de energía.[39]
- Empresas de energía alternativa: Empresas de energía alternativas como la eólica y la solar generalmente apoyan las políticas del calentamiento global más estrictas. Ellos esperan que su participación en el mercado de la energía se expanda como los combustibles fósiles que se hacen más caros a través de esquemas de negociación o impuestos.[40]
- Compañías de energía nuclear: Empresas de energía nuclear podrían ver un renacimiento en un mundo donde los combustibles fósiles son gravados directamente a través de un mecanismo de comercio de carbono. Por esta razón, es probable que las compañías de energía nuclear probablemente apoyen las políticas del calentamiento global más estrictas.[41]
- Los minoristas tradicionales y los vendedores: Comercios tradicionales, comerciantes y las empresas en general responden mediante la adopción de políticas que resuenan con sus clientes. Si «ser verde» ayuda a una empresa en general, entonces podrían emprender programas modestos para complacer y alinearse mejor con sus clientes. Sin embargo, desde la corporación en general no tiene un beneficio de su posición particular, es poco probable que presionen fuertemente a favor o en contra de una posición política más estricta de calentamiento global.[42]
- Gobiernos: En la mañana de domingo la discusión política australiana muestra el Informe Bolt, dijo Richard Lindzen en una entrevista hecha en 2011 que los gobiernos podrían utilizar el calentamiento global como una justificación para impuestos adicionales.[43]

Las diversas partes interesadas a veces se alinean entre sí para reforzar su mensaje. A veces las industrias financian las organizaciones sin fines de lucro especializadas para crear conciencia y vestíbulo en su petición. Las combinaciones y tácticas que las diversas partes interesadas utilizan son matizadas y a veces la variedad de sus enfoques no tienen límite para promover sus posiciones en el público en general.

### Politización de la ciencia del clima
En la literatura científica, hay un fuerte consenso de que las temperaturas superficiales globales han aumentado en las últimas décadas y que la tendencia es causada principalmente por las emisiones antropogénicas de gases de efecto invernadero. En cuanto a la controversia del calentamiento global, la corriente científica no pone en duda la existencia del calentamiento global ni sobre sus causas y efectos.
La politización de la ciencia en el sentido de una manipulación de la ciencia con fines políticos es una parte del proceso político. Es parte de las controversias sobre el diseño inteligente (comparar la estrategia de la cuña) o comerciantes en duda, científicos que están bajo sospecha en buen grado de hallazgos oscuros. Por ejemplo sobre temas como el humo del tabaco, el agotamiento del ozono, el calentamiento global o la lluvia ácida. Sin embargo, por ejemplo, en el caso de la reducción de ozono, la regulación global basada en el Protocolo de Montreal ha sido exitosa, en un clima de gran incertidumbre y con una fuerte resistencia, mientras que en el caso del cambio climático, el Protocolo de Kioto fracasó.
Si bien el proceso del IPCC trata de encontrar y organizar los resultados de la investigación del cambio global (clima) para dar forma a un consenso mundial sobre la materia, ha sido objeto de una fuerte politización. El cambio climático antropogénico evolucionó de una mera cuestión de la ciencia a un tema de política global superior.
El proceso del IPCC se enfrenta actualmente a una paradoja unísona donde se construyó un amplio consenso científico no impide a los gobiernos para seguir diferentes, si no hace oposición a las metas. En el caso de la impugnación, en el agotamiento del ozono, no había regulación global ya que se instala antes de la creación de un consenso científico.
Un modelo lineal de la formulación de políticas, basado en un mayor conocimiento que el que tenemos, será la mejor respuesta política, por tanto, no se aplica. La política del conocimiento, gestiona con éxito los conocimientos y las incertidumbres ya que, como la base de la toma de decisión política requiere una mejor comprensión de la relación entre ciencia, público (falta de) la comprensión y la política en su lugar. Michael Oppenheimer confirma limitaciones en el enfoque de un consenso del IPCC y solicita concurrentemente, las evaluaciones más pequeñas de problemas especiales en lugar de intentos a gran escala como en los anteriores informes de evaluación del IPCC. Oppenheimer afirma que los gobiernos requieren una exploración más amplia de las incertidumbres en el futuro.

## Historia

### Política del calentamiento global
Históricamente, la política del cambio climático se remonta a varias conferencias a finales de 1960 y principios de 1970 en virtud de la OTAN y el presidente Richard Nixon. En 1979 se vio la primera Conferencia Mundial sobre el Clima en el mundo. 1985 fue el año en que el Convenio de Viena para la Protección de la Capa de Ozono se creó y dos años más tarde en 1987 se firmó el Protocolo de Montreal en virtud de la Convención de Viena. Este modelo del uso de una conferencia marco seguido de Protocolos del Marco fue visto como una estructura de gobierno prometedora que podría ser utilizada como un camino hacia un enfoque de gobernanza funcional que podría ser utilizado para hacer frente a grandes desafíos globales multi-nación/estatales como el calentamiento global.
Un año después, en 1988, el Grupo Intergubernamental de Expertos sobre el Cambio Climático fue creado por la Organización Meteorológica Mundial y el Programa de las Naciones Unidas para el Medio Ambiente para evaluar el riesgo del cambio climático inducido por el hombre. Margaret Thatcher en 1988 apoyó firmemente IPCC y en 1990 fue fundamental para fundar el Centro Hadley en Exeter.
En 1991 se vio la publicación del libro La Primera Revolución Global por el Club de Roma, informe que pretendía conectar el medio ambiente, la disponibilidad de agua, la producción de alimentos, la producción de energía, los materiales, el crecimiento de la población y otros elementos en un modelo para el siglo XXI: la política de pensamiento fue evolucionando para mirar el mundo en términos de un sistema mundial integrado, no sólo en términos de tiempo y clima, pero si en términos de las necesidades de energía, los alimentos, la población, etc.
1992 fue el año en que la Convención Marco de las Naciones Unidas sobre el Cambio Climático (CMNUCC) se acordó en la Cumbre de la Tierra en Río de Janeiro y el marco entró en vigor el 21 de marzo de 1994. La conferencia estableció una reunión anual, en una conferencia de las partes o la de COP, reunión que se celebrará para seguir trabajando en protocolos que serían tratados aplicables.
Se vio en 1995 la creación de la frase prevenir interferencias antropogénicas peligrosas en el sistema climático (también llamado evitar un cambio climático peligroso) apareció por primera vez en un documento de política de una organización gubernamental, el Segundo Informe de Evaluación del IPCC: Cambio Climático en 1995 y en 1996 la Unión Europea adoptó un objetivo de limitar la temperatura media global que se eleva a una temperatura máxima de 2 °C.
En 1997 se vio la creación del Protocolo de Kioto de la Convención Marco de las Naciones Unidas sobre el Cambio Climático (CMNUCC) en una estructura muy similar a la del Protocolo de Montreal que estaba bajo el Convenio de Viena para la Protección de la Capa de Ozono que tendría reuniones anuales de los miembros o reuniones CMP. Sin embargo, en el mismo año, el Senado de Estados Unidos aprobó la Resolución Byrd-Hagel rechazando a Kioto sin más compromisos de los países en desarrollo.
Desde el tratado de la CMNUCC en 1992, dieciocho sesiones de la COP y ocho sesiones de CMP se han celebrado bajo la estructura existente. En ese tiempo, las emisiones mundiales de CO2 han aumentado significativamente y los países en desarrollo han crecido significativamente con China reemplazando a Estados Unidos como el mayor emisor de gases de efecto invernadero. Para algunos, la CMNUCC ha hecho un progreso significativo ayudando a que el mundo sea consciente de los peligros del calentamiento global y ha movido el mundo hacia adelante en el direccionamiento del desafío. Para otros, el proceso de la CMNUCC ha sido un fracaso debido a su incapacidad para controlar el aumento de las emisiones de gases de efecto invernadero.
Se discutieron desde 2010 una serie de propuestas para un régimen climático mundial, como la Plataforma de Durban para la Acción Mejorada que pide un nuevo acuerdo global en 2015.
En 2015 se firma el Acuerdo de París, proyecto que reemplazaría el Protocolo de Kioto en 2020, en la Convención Marco de las Naciones Unidas sobre el Cambio Climático (CMNUCC) generando un acuerdo que mantiene el objetivo de reducir la emisión de gases de efecto invernadero y acuerda la necesidad de generar políticas para mitigar las consecuencias futuras y presentes del cambio climático. La mayor diferencia respecto al acuerdo de Kioto es la forma en que se construyen las metas nacionales, siendo estas dependientes de la acción política a favor de gestionar dichas medidas antes que ser un acuerdo vinculante legalmente.
El 1 de junio de 2017, el presidente de Estados Unidos, Donald Trump acusó al Acuerdo de París de ser debilitante, desventajoso e injusto en rechazo al consenso científico y anunció retirarse de dicho acuerdo firmado para entonces por 195 países . Siendo Estados Unidos el segundo mayor emisor de CO2 en el mundo en 2017, este anunció resultó en diversas críticas por parte del mundo empresarial, estados y organizaciones internacionales ante la alarma del daño irreparable que supondría el cambio climático de no empezar a actuar según los reportes.
En 2020 empieza la aplicabilidad del Acuerdo de París. Estados Unidos tuvo un retraso de 3 años en salir formalmente de dicho Acuerdo, sumado a otros 7 países que no pertenecen: Eritrea, Irán, Irak, Libia, Sudán del Sur, Turquía y Yemen.
En 2021 se organizó la última Conferencia de las Naciones Unidas sobre el Cambio Climático (COP26) presidida por Reino Unido, en el que se acordó el Pacto de Glasgow para el Clima. En este Pacto se reafirmó el compromiso de los países de limitar Contribuciones Determinadas a Nivel Nacional (CDN) a un aumento máximo de 1.5 °C. Existieron dos diferencias en este acuerdo sobre los anteriores, la inclusión dentro del Pacto de reducir al carbón como fuente de energía y la suspensión gradual de subsidios a los combustibles fósiles. Aspectos a destacar siendo que la mayor parte de emisión de gases de efecto invernadero provienen del carbón, petróleo y gas. Muchos países han criticado el acuerdo como ineficiente por la mención de reducir el carbón, en vez de priorizar su eliminación.

### Acontecimientos políticos significativos del cambio climático
- 1969: sobre la iniciativa del presidente estadounidense Richard Nixon, la OTAN trató de establecer una tercera columna civil y planeaban establecerse como un centro de investigación e iniciativas en la región civil, en particular en temas ambientales.[77] Daniel Patrick Moynihan, delegado de Nixon a la OTAN para el tema llamado Lluvia ácida[77] y como adecuar los desafíos internacionales de efecto invernadero para ser tratados por la OTAN. La OTAN tenía conocimientos adecuados en el campo, la experiencia con la coordinación internacional de investigación y un acceso directo a los gobiernos.[77] Después de un comienzo entusiasta sobre el nivel de autoridad, el gobierno alemán reaccionó escéptico.[77] La iniciativa fue vista como un intento estadounidense para recuperar el terreno internacional perdido después de la guerra de Vietnam.[77] Los temas y el esfuerzo de coordinación y preparación interna sin embargo cobraron impulso en conferencias e instituciones en Alemania y más allá de civiles durante el gobierno Brandt.[77]
- 1972: Conferencia de las Naciones Unidas sobre el medioambiente humano,[77] dirigido por los ganadores del Premio Nobel Willy Brandt y Olof Palme,[78] Alemania vio mejorada la cooperación en la investigación internacional sobre el tema invernadero cuando fue necesario.[77]
- 1978: Informe Brandt, el efecto invernadero tratado en la sección de energía.[79]
- 1979: Primera Conferencia Mundial sobre el Clima.[80]
- 1987: Informe Brundtland.[79]
- 1987: Protocolo de Montreal relativo a la restricción de los CFC que dañan la capa de ozono demuestra la posibilidad de una acción internacional coordinada en temas ambientales a nivel mundial.
- 1988: Grupo Intergubernamental de Expertos sobre el Cambio Climático a fin de coordinar la investigación científica, por dos organizaciones de las Naciones Unidas, la Organización Meteorológica Mundial y el Programa Ambiental de las Naciones Unidas (UNEP) para evaluar el «riesgo de cambio climático inducido por el hombre».
- 1992: Convención Marco de las Naciones Unidas sobre el Cambio Climático se formó para «impedir interferencias antropogénicas peligrosas en el sistema climático».
- 1996: La Unión Europea adopta un objetivo de un aumento máximo de 2 °C en la temperatura media global.
- 25 de junio de 1997: Senado de los Estados Unidos aprueba la resolución Byrd-Hagel rechazando a Kioto sin más compromisos de los países en desarrollo.[63]
- 1997: Protocolo de Kioto acordado.
- 2001: George W. Bush se retira de las negociaciones de Kioto.
- 16 de febrero de 2005: Protocolo de Kioto entra en vigor. (no incluyendo a los EE. UU. o Australia)
- 2005: Implementación del primer esquema de comercio de emisiones de carbono (Unión Europea).
- Julio de 2005: 31.ª cumbre del G8 tiene el cambio climático en la agenda, pero hace relativamente poco progreso concreto.
- Noviembre/diciembre de 2005: Conferencia de las Naciones Unidas sobre el Cambio Climático; la primera reunión de las Partes del Protocolo de Kioto, junto a la 11.ª Conferencia de las Partes (COP11), para planificar nuevas medidas para el período 2008-2012 y más allá.
- 30 de octubre de 2006: Se publica el Informe Stern. Es la primera contribución de conjunto al debate del calentamiento global por un economista y sus conclusiones conducen a la promesa de una acción urgente por parte del gobierno del Reino Unido para frenar aún más las emisiones de CO2 de Europa y comprometer a otros países a que lo hagan. Se analizan las consecuencias del cambio climático, las medidas de mitigación para evitarlo, las posibles medidas de adaptación para hacer frente a sus consecuencias, y las perspectivas de la cooperación internacional.
- 26 de junio de 2009: La Cámara de Representantes de Estados Unidos aprueba la Ley de Energía Limpia y Seguridad, la «primera vez cualquiera de las Cámaras del Congreso había aprobado un proyecto de ley destinado a poner freno a los gases que atrapan el calor que científicos han relacionado con el cambio climático».[81]
- 2015: Acuerdo de París acordado entre 192 países junto a la Unión Europea el 12 de diciembre de dicho año, mismo que estipula compromisos relacionados con la reducción de emisiones de CO2 y adaptación a los impactos del cambio climático.[64]
- 1 de junio de 2017: Donald Trump anuncia retirarse del Acuerdo de París.[82]
- 2020: Finalización del Protocolo de Kioto y comienzo de la aplicabilidad del Acuerdo de París. Estados Unidos se retira formalmente del Acuerdo de París.[83]
- 2021: Estados Unidos regresa al Acuerdo de París con Joe Biden.[84] Se organiza la Conferencia de las Naciones Unidas sobre el Cambio Climático de 2021 donde los países adoptaron un nuevo plan de políticas contra el cambio climático, el Pacto de Glasgow para el Clima,[85] con el objetivo de limitar el aumento de la temperatura anual a un máximo de 1.5 °C limitando su dependencia energética en combustibles fósiles y energías no renovables contaminantes.[73]